# Iwona Pakuła
Iwona Pakuła-Kołodziejak (ur. 17 maja 1962 w Warszawie) – polska lekkoatletka, która specjalizowała się w biegach sprinterskich.

## Kariera
W 1984 w sztafecie 4 x 100 metrów wraz z Elżbietą Wożniak, Elżbietą Tomczak i Ewą Kasprzyk zajęła czwartą lokatę na zawodach Przyjaźń-84. Rok później była reprezentantką Europy podczas pucharu świata zajmując w biegu rozstawnym trzecie miejsce. Uczestniczka finałów pucharu Europy – 17 sierpnia 1985 podczas tej imprezy wraz z Ewą Kasprzyk, Ewą Pisiewicz i Elżbietą Tomczak) czasem 42,71 ustanowiła rekord Polski w sztafecie 4 x 100 metrów (rekord ten został poprawiony dopiero w 2010). 
W czasie swojej kariery zdobyła aż trzynaście medali mistrzostw Polski seniorów na otwartym stadionie, w tym siedem złotych. Na halowych mistrzostwach Polski seniorów zdobyła cztery medale w biegu na 60 metrów - dwa srebrne (1982, 1983) i dwa brązowe (1985, 1987).
Rekordy życiowe: bieg na 100 metrów – 11,36 (22 czerwca 1984, Lublin); bieg na 200 metrów – 22,93 (25 sierpnia 1985, Zabrze).

## Osiągnięcia
| Rok  | Impreza              | Miejsce  | Konkurencja        | Lokata     | Wynik |
| ---- | -------------------- | -------- | ------------------ | ---------- | ----- |
| 1981 | Finał pucharu Europy | Zagrzeb  | bieg na 100 m      | 8. miejsce | 11,83 |
| 1981 | Finał pucharu Europy | Zagrzeb  | bieg na 200 m      | 8. miejsce | 23,84 |
| 1981 | Finał pucharu Europy | Zagrzeb  | sztafeta 4 x 100 m | 8. miejsce | 46,03 |
| 1983 | Finał pucharu Europy | Londyn   | sztafeta 4 x 100 m | 7. miejsce | 44,38 |
| 1984 | Przyjaźń-84          | Praga    | sztafeta 4 x 100 m | 4. miejsce | 43,43 |
| 1985 | Finał pucharu Europy | Moskwa   | sztafeta 4 x 100 m | 3. miejsce | 42,71 |
| 1985 | Puchar świata        | Canberra | sztafeta 4 x 100 m | 3. miejsce | 43,38 |